# Wimbledon Championships 1976
Die 90. Wimbledon Championships fanden vom 21. Juni bis zum 3. Juli 1976 in London, Großbritannien statt. Ausrichter war der All England Lawn Tennis and Croquet Club.

## Herreneinzel

### Setzliste
| Nr. | Spieler         | Erreichte Runde |
| --- | --------------- | --------------- |
| 01. | Arthur Ashe     | Achtelfinale    |
| 02. | Jimmy Connors   | Viertelfinale   |
| 03. | Ilie Năstase    | Finale          |
| 04. | Björn Borg      | Sieg            |
| 05. | Adriano Panatta | 3. Runde        |
| 06. | Guillermo Vilas | Viertelfinale   |
| 07. | Roscoe Tanner   | Halbfinale      |
| 08. | Raúl Ramírez    | Halbfinale      |

| Nr. | Spieler         | Erreichte Runde |
| --- | --------------- | --------------- |
| 09. | Tom Okker       | 3. Runde        |
| 10. | John Newcombe   | 3. Runde        |
| 11. | Eddie Dibbs     | Rückzug         |
| 12. | Tony Roche      | Achtelfinale    |
| 13. | Jaime Fillol    | 3. Runde        |
| 14. | Brian Gottfried | Achtelfinale    |
| 15. | Jan Kodeš       | Rückzug         |
| 16. | Stan Smith      | Achtelfinale    |

## Dameneinzel

### Setzliste
| Nr. | Spielerin           | Erreichte Runde |
| --- | ------------------- | --------------- |
| 01. | Chris Evert         | Sieg            |
| 02. | Evonne Cawley       | Finale          |
| 03. | Virginia Wade       | Halbfinale      |
| 04. | Martina Navratilova | Halbfinale      |

| Nr. | Spielerin      | Erreichte Runde |
| --- | -------------- | --------------- |
| 05. | Olga Morosowa  | Viertelfinale   |
| 06. | Rosie Casals   | Viertelfinale   |
| 07. | Sue Barker     | Viertelfinale   |
| 08. | Kerry Melville | Viertelfinale   |

## Herrendoppel

### Setzliste
| Nr. | Paarung                      | Erreichte Runde |
| --- | ---------------------------- | --------------- |
| 01. | Brian Gottfried Raúl Ramírez | Sieg            |
| 02. | Jimmy Connors Ilie Năstase   | 2. Runde        |
| 03. | Bob Hewitt Frew McMillan     | 1. Runde        |
| 04. | Tom Okker Marty Riessen      | 2. Runde        |

| Nr. | Paarung                      | Erreichte Runde |
| --- | ---------------------------- | --------------- |
| 05. | Bob Lutz Stan Smith          | Halbfinale      |
| 06. | Vitas Gerulaitis Sandy Mayer | Viertelfinale   |
| 07. | Wojciech Fibak Karl Meiler   | Viertelfinale   |
| 08. | Fred McNair Sherwood Stewart | 1. Runde        |

## Damendoppel

### Setzliste
| Nr. | Paarung                         | Erreichte Runde |
| --- | ------------------------------- | --------------- |
| 01. | Billie Jean King Betty Stöve    | Finale          |
| 02. | Chris Evert Martina Navratilova | Sieg            |
| 03. | Olga Morosowa Virginia Wade     | 1. Runde        |
| 04. | Evonne Cawley Peggy Michel      | Achtelfinale    |

## Mixed

### Setzliste
| Nr. | Paarung                           | Erreichte Runde |
| --- | --------------------------------- | --------------- |
| 01. | Sandy Mayer Billie Jean King      | 2. Runde        |
| 02. | Frew McMillan Betty Stöve         | Halbfinale      |
| 03. | Marty Riessen Martina Navratilova | 2. Runde        |
| 04. | Alexander Metreweli Olga Morosowa | 1. Runde        |